# ۲ می‌شود ۱ (فیلم)
۲ می‌شود ۱ (چینی: 天生一對 عنوان تحت‌اللفظی: Perfect Match) فیلمی رمانتیک و کمدی-درام از سینمای هنگ کنگ به کارگردانی لاو وین چیونگ و تهیه‌کنندگی جانی تو است که در سال ۲۰۰۶ منتشر شد. موضوع فیلم پی‌بردن یک زن از طبقه کارگر از ابتلا به سرطان پستان است. از جملهٔ بازیگران این فیلم مگی شیو، لام سوئت، گوردون لام و چیانگ سیو-فای هستند.